# Xian de Xinjiang
Pour les articles homonymes, voir Xinjiang (homonymie).
Le xian de Xinjiang (新绛县 ; pinyin : Xīnjiàng Xiàn) est un district administratif de la province du Shanxi en Chine. Il est placé sous la juridiction de la ville-préfecture de Yuncheng.

## Démographie
La population du district était de 310 388 habitants en 1999.